# Marine Atlantique
 (février 2025).
Si vous disposez d'ouvrages ou d'articles de référence ou si vous connaissez des sites web de qualité traitant du thème abordé ici, merci de compléter l'article en donnant les références utiles à sa vérifiabilité et en les liant à la section « Notes et références ».
Marine Atlantique Inc. (en anglais : Marine Atlantic) est une société de la Couronne fédérale canadienne indépendante qui a pour mandat d'exploiter des services de traversier entre les provinces de Terre-Neuve-et-Labrador et de la Nouvelle-Écosse. Son siège social est situé à Saint-Jean de Terre-Neuve.

## Service
Marine Atlantique exploite des traversiers à travers le détroit de Cabot sur deux itinéraires :
- North Sydney, Nouvelle-Écosse, à Port-aux-Basques, Terre-Neuve
- North Sydney à Argentia-Placentia, Terre-Neuve

La traversée de Port aux Basques, 178 km, est exploitée toute l'année. Ce service a été reprise du Canadien National (CN), qui l'opérait jusqu'en 1949, lors de l'entrée du Dominion de Terre-Neuve dans la Confédération canadienne. Celle d'Argentia-Placentia de 520 km est saisonnière pendant l'été (juin à septembre). Ce service a été établi par le CN en 1967.